# دختران خیابان انقلاب
دختران خیابان انقلاب نام پویشی است که در آن دختران و زنان به نشانهٔ اعتراض به حجاب اجباری در ایران با حرکتی نمادین روسری خود را در خیابان از سر برمی‌دارند. بعضی از دختران در نقاطی از شهر روی سکو رفته و روسری خود را به نشانه اعتراض بر سر چوب زدند. مردان نیز گاه با تکان دادن روسری یا حمل پلاکارد از این حرکت حمایت کرده‌اند. این حرکت توسط ویدا موحد بنیان‌گذاری و آغاز شد.

## ویدا موحد
ویدا موحد معروف به دختر خیابان انقلاب، نام زن جوانی است که در صبح روز چهارشنبه ۶ دی ۱۳۹۶ (۲۷ دسامبر ۲۰۱۷) و چند روز قبل از شروع تظاهرات ۱۳۹۶ ایران، در تقاطع خیابان انقلاب اسلامی و خیابان وصال شیرازی تهران در حرکتی نمادین روسری سفیدرنگی را بر سر چوبی کرد و در اعتراض به حجاب اجباری آن را تکان داد. بر اساس اخبار منتشرشده، پلیس ایران وی را دستگیر کرد. نسرین ستوده در تاریخ ۸ بهمن ۱۳۹۶ از آزادی وی خبر داد. وی در توییتر خود اعلام کرده که ویدا موحد در هفتم بهمن ۱۳۹۶ آزاد شده‌است.
این حرکت وی آغازگر پویشی شد که «دختران خیابان انقلاب» نام گرفت. در روز ۹ بهمن ۹۶ دخترانی دیگر در همان نقطه و مناطق دیگر تهران و شهرهای دیگر ایران با به‌کارگیری از همان روش اقدام به اعتراض به حجاب اجباری نمودند.
این حرکت اعتراضی توسط بسیاری انجام و تصاویر آن در شبکه‌های اجتماعی منتشر شد. در فاصله بین شروع این حرکت تا ۱۲ بهمن ماه ۱۳۹۶ به گفته مرکز اطلاع‌رسانی نیروی انتظامی تهران ۲۹ نفر در این رابطه دستگیر شدند.

### دستگیری
نسرین ستوده، وکیل دادگستری، گفت که این دختر در آن روز «بعد از بازداشت مدت کوتاهی آزاد شده و دوباره بازداشت شده‌است». ستوده گفت: «ابتدا او را به کلانتری ۱۴۸ خیابان انقلاب منتقل می‌کنند و برایش پرونده‌ای در دادسرای مشهور به خیابان خارک تشکیل شده‌است.» نسرین ستوده در توییتر خود اعلام کرد ویدا موحد در روز هفتم بهمن ۱۳۹۶ آزاد شده‌است.
ویدا موحد پس از دومین کشف حجاب در میدان انقلاب به یک‌سال حبس تعزیری محکوم شد. وی در آبان ۹۷ در حالی که بادکنک‌های رنگی به دست داشت، با بالا رفتن از گنبد فیروزه ای میدان انقلاب برای دومین بار به حجاب اجباری اعتراض کرد.

## دستگیرشدگان
تعدادی از زنان و دختران در شهرهای مختلف ایران به دلیل این حرکت بازداشت شده‌اند که از جمله می‌توان به ویدا موحد، نرگس حسینی، اعظم جنگروی، شاپرک شجری‌زاده، مریم شریعتمداری، همراز صادقی اشاره کرد.

### ویدا موحد
ویدا موحد ۶ دی ۱۳۹۶ (۲۷ دسامبر ۲۰۱۷) در روز چهارشنبه صبح، در تقاطع خیابان انقلاب و وصال شیرازی، روسری سفید خود را بالای سکویی در اعتراض به حجاب اجباری به آرامی تکان می‌داد. پس از این حرکت اعتراضی، کسانی که با حجاب اجباری مخالف بودند مخالفت خود را از طریق پوشیدن روسری، لباس یا دستبند سفید اعلام کردند.

### شاپرک شجری‌زاده
شاپرک شجری‌زاده یکی از دختران خیابان انقلاب است که در اعتراض به حجاب اجباری با حرکتی نمادین در روز چهارشنبه ۲ اسفند ۱۳۹۶ در محلهٔ قیطریه شال سفید خود را از سر برداشت و بر سر چوبی به اهتزاز درآورد. از این حرکت وی ویدیوی کوتاهی موجود است که در اینترنت منتشر شد. وی کمی پس از این حرکت مدنی بازداشت شد و به گفتهٔ خود در بازداشتگاه مورد ضرب و شتم قرار گرفت.

### صدور احکام حبس تعزیری
عباس جعفری دولت‌آبادی، دادستان تهران، از صدور حکم دو سال حبس برای یکی از زنانی خبر داد که در اعتراض به حجاب اجباری، در خیابان انقلاب تهران روسری‌اش را از سر برداشته بود. جعفری دولت‌آبادی بدون اعلام نام این فرد گفت که این زن «به اتهام تشویق مردم به فساد از طریق کشف حجاب در مرئی و منظر عام و تظاهر به عمل حرام و ظاهر شدن در اماکن عمومی بدون حجاب شرعی به ۲۴ ماه حبس تعزیری محکوم شده‌است.» به گفته دادستان تهران ۲۱ ماه از این حکم به مدت پنج سال تعلیق شده که این مسئله مورد اعتراض دادستانی تهران قرار گرفته‌است.
| نام            | حکم                                   | منبع          |
| -------------- | ------------------------------------- | ------------- |
| ویدا موحد      | یک سال حبس تعزیری                     | [ ۳۳ ]        |
| نرگس حسینی     | ۲۴ ماه حبس تعزیری                     | [ ۴۴ ]        |
| شاپرک شجری‌زاده | دو سال حبس تعزیری و ۱۸ سال حبس تعلیقی | [ ۴۵ ]        |
| رویا صغیری     | ۲۳ ماه حبس تعزیری                     | [ ۴۶ ] [ ۴۷ ] |

## واکنش‌های داخلی

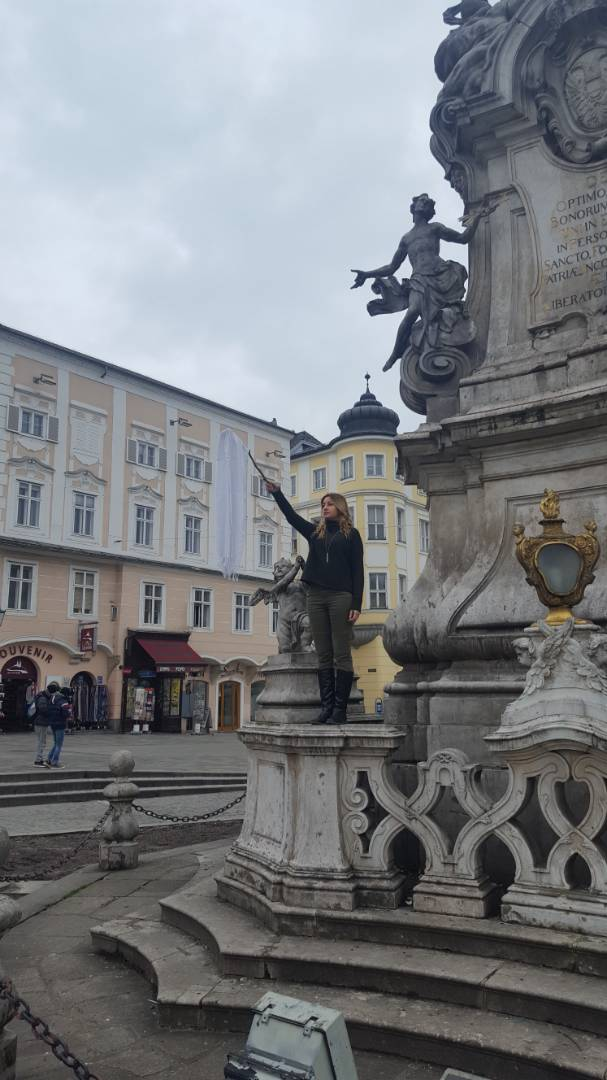
یک دختر ایرانی در حمایت از پویش دختران انقلاب در میدان اصلی شهر لینتس، اتریش

- «دختر خیابان انقلاب کیست و کجاست؟» سؤالی است که تنها از چهارشنبه ۲۷ دی تا جمعه ۲۹ دی ۱۳۹۶ بیش از ۱۹ هزار بار بر روی شبکه‌های اجتماعی پرسیده شد.[۴۸]
- سید علی خامنه‌ای در ۱۷ اسفند در جمع مداحان، منطقِ دادنِ حق انتخاب را در این باره به مردم نادرست خواند و گفت: «آن‌همه هزینه، فکر و تبلیغات کردند که در نتیجه آن چند دختر، فریب بخورند و در گوشه و کنار، روسری از سر بردارند و همه تلاش‌هایشان در این نتیجه کوچک و حقیر خلاصه شد که این، مسئله‌ای نیست اما آنچه بنده را حساس می‌کند، طرح مسئله حجاب اجباری از دهان برخی خواص است»، و «نظام اسلامی با فردی که در خانه خود و در مقابل نامحرم حجاب ندارد، کاری ندارد، اما کاری که در ملأ عام انجام می‌شود در واقع کار و تعلیم عمومی است و برای نظام برآمده از اسلام، تکلیف ایجاد می‌کند».[۴۹]
- نسرین ستوده گفت: «حفظ جان و سلامت این زن جوان برعهدهٔ مقامات حکومتی است.»[۱۹][۵۰]
- غلامحسین محسنی اژه‌ای، سخنگوی قوه قضاییه، دربارهٔ این اعتراضات گفت: آنها سه گروه بودند، گروهی فریب خورده بودند و اعمال کودکانه انجام دادند، گروهی مواد مخدر صنعتی مصرف کرده بودند و گروه دیگری به صورت باندی و سازماندهی شده به این کار اقدام کردند.[۵۱][۵۲]
- روزنامه صبح نو در شماره ۲۳ اردیبهشت این روزنامه، در واکنش به قهرمانی تیم ملی فوتسال بانوان ایران در جام ملت‌های آسیا، در تیتر یک خود این قهرمانان را دختران انقلاب نامید.[۵۳][۵۴][۵۵]
- آسیه امینی تحلیل گر مسائل اجتماعی دربارهٔ دختران خیابان انقلاب گفت که پیام دختران خیابان انقلاب در خود نه تنها مستتر بلکه عیان است، پیامش این است که " ما حق آزادی پوشش می‌خواهیم ".[۵۶]

### مسئولان امنیتی
به دنبال گسترش اعتراضات به حجاب اجباری و بالاگرفتن کنش‌های موسوم به دختران خیابان انقلاب، مسئولان امنیتی اعلام کردند که اتهام معترضان فقط محدود به «عدم رعایت حجاب شرعی» نخواهد بود و اتهام «تشویق به فساد» هم متوجه معترضان خواهد شد. به این ترتیب مقام‌های امنیتی معترضان را تهدید کردند که به جای دو ماه زندان یا جریمه ممکن است احکام سنگین‌تر و حکم زندان تا ۱۰ سال برای متهمان صادر شود.
پرت کردن مریم شریعتمداری، یکی از معترضان از روی جعبه فلزی توسط مأمور انتظامی در مرکز تهران باعث واکنش و اعتراض گسترده شد. نسرین ستوده، وکیل چند تن از دختران خیابان انقلاب در مورد این حادثه گفت که خانم شریعتمداری دچار آسیب دیدگی شدید در ناحیه زانو شده و پایش شکسته‌است.

### تغییر شکل سکوها

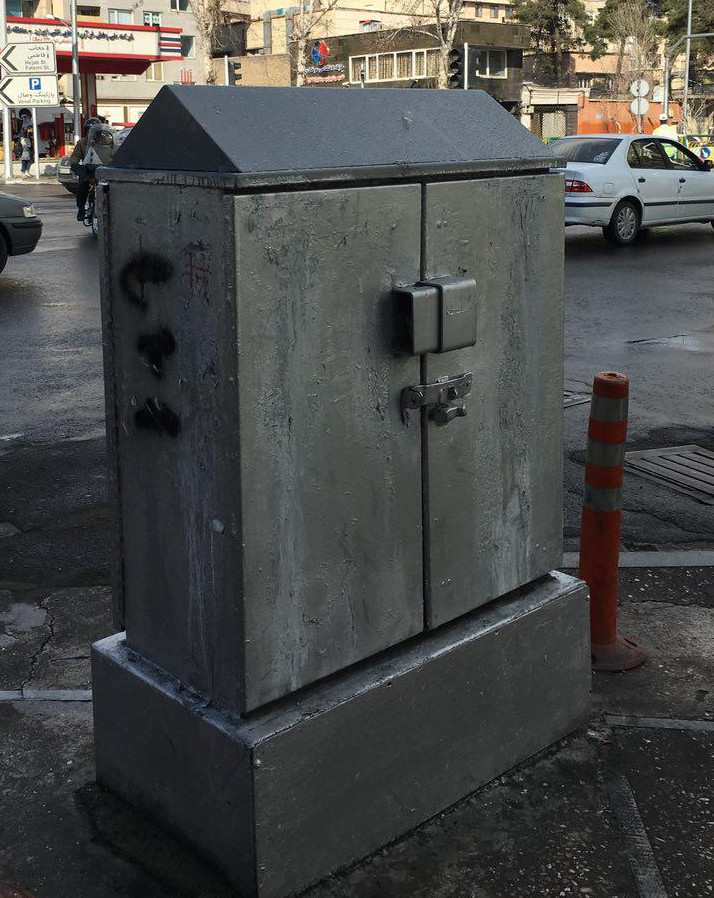
سکوی واقع در تقاطع خیابان انقلاب و خیابان وصال شیرازی بعد از تغییر شکل و افزودن سطح شیب‌دار

مسئولان برخی از سکوهای مورد استفاده دختران خیابان انقلاب را به صورت سطح شیب‌دار درآوردند تا ایستادن روی آن ممکن نباشد.

### ماجرای پرداخت پول
مریم شریعتمداری، یکی از زنانی که در اعتراض به حجاب اجباری، در خیابان انقلاب تهران روسری‌اش را از سر برداشته بود، در یک پیام توییتری با هشتگ «آنقدر_وقیحانه» عکسی از یک بسته حاوی تعداد ایران‌چک ۵۰ هزارتومانی که به او گفته شده بود از طرف زهرا رهنورد به عنوان هدیه به وی داده شده بود، منتشر کرده و نسبت به این حرکت اعتراض نمود. دختر رهنورد این موضوع را تکذیب نمود و گفت که ارتباط خانواده‌اش با دنیای بیرون بابت مسئله حصر قطع است و او اصلاً امکان چنین کاری را هم ندارد. به گفته شهرزاد همتی، واسط ارسال هدیه، بسته از طرف دو فعال سیاسی بوده‌است. مصطفی تاجزاده در مصاحبه با ژیلا بنی یعقوب، اظهار کرد که نام بردن از کسانی که این پول را به نام رهنورد به شریعتمداری داده‌اند به صلاح نیست. وی در ادامه اظهاراتش گفت که دادن پول به زندانیان سیاسی و مدنی چند سالیست که مرسومیت یافته. او در انتها گفت که هرکه دراین خصوص اعتراضی دارد خودش مسولیت این بسته را قبول می‌کند، او این حرکت را در راستای رسم عیدی دادن به زندان سیاسی از طرف «بزرگان» توصیف نمود و گفت که بهتر است اسم ارسال کنندگان بسته مشخص نشود.

### حمایت
در روز ۹ بهمن ۹۶ دخترانی دیگر در همان نقطه و مناطق دیگر تهران و شهرهای دیگر با همان روش اقدام به اعتراض به حجاب اجباری نمودند. از آن روز به بعد این موضوع به صورت یکی از نمادهای اعتراض به حجاب اجباری توسط زنان و مردان در شهرهای متخلف ایران تکرار می‌شود. در همین رابطه ۲۹ نفر تا ۱۳ بهمن ۱۳۹۶ دستگیرشده‌اند.

### دیدگاه‌ها
- فرهاد میثمی، فعال مدنی خشونت پرهیزی گفت: «اقدام دختران خیابان انقلاب کاملاً شاخصه‌های یک جنبش خشونت‌پرهیز را دارد. آنها بدون هیچ خشونتی معتقدند که دارای حق انتخاب هستند، در این راه اعتراض مدنی می‌کنند و با آگاهی، هزینه‌ای را که قرار است بپردازند، می‌پذیرند»[۶۲]
- رحیم پور ازغندی گفت: بنده دفاع می‌کنم که حجاب اجباری را باید قانونی کرد نه فقط به لحاظ حکم ثانوی شرعی بلکه به عنوان حکم اولی شرعی، بله؛ و در پاسخ به کسانی که می‌گویند «بنده نمی‌خواهم حجاب داشته باشم و اصلاً می‌خواهم که به جهنم بروم» می‌گویم که برو به جهنم، به جهنم که میخوای بری به جهنم اما اجازه نمی‌دهیم که بقیه را هم با خودت ببری به جهنم.[۶۳]
- علی‌اکبر رائفی پور، تحلیل گر سیاسی و سخنران گفت: «سر این ماجرایی که روسری چوب می‌گردند سر چهار راه‌ها وای می‌ایستادند، از دستگیری‌های صورت گرفته ۲۵ نفر گرفتند که ۱۸ نفر آنان بهائی بودند، از بیت العدل دستور دارند.»[۶۴]
- علی مطهری نماینده مجلس گفت: «این مسائل نباید زیاد رسانه‌ای شود؛ چرا که ما در حال حاضر مشکلی برای حجاب نداریم. بانوان ما با این گروه همکاری نخواهند کرد. خانم‌های ما خودشان انتخاب کرده‌اند امروز هم در جامعه اجبار جدی برای حجاب نداریم. خانم‌ها امروز در جامعه به راحتی آن طور که خودشان می‌خواهند ظاهر می‌شوند و اجباری برای حجاب وجود ندارد. البته بسیاری از خانم‌ها حجاب را به خوبی رعایت نمی‌کنند و با سخت‌گیری هم نمی‌توان حجاب را اجباری کرد اما این گروه مروج بی‌حجابی به دنبال ترویج برهنگی در جامعه هستند.»[۶۵]
- حسین نوری همدانی، دخترانی را که حجاب از سر برداشته بودند را نخاله خواند.[۶۶]
- احمد خاتمی در خطبه‌های نماز جمعه تهران به این اعتراضات واکنش نشان داد و از این روند انتقاد کرد. او گفت که در هفته‌های اخیر، دو جریان در جامعه شکل گرفته‌است که یکی ترویج «بدحجابی»، «شل حجابی» و «بی‌حجابی» است و دوم جریانی که به دنبال «تئوریزه کردن» یا «عادی کردن» این مسئله است.[۸]
- حسن رحیم‌پور ازغدی، عضو شورای عالی انقلاب فرهنگی، در واکنش به اعتراضات به حجاب اجباری و تظاهرات دی‌ماه ۱۳۹۶ در ایران، گفت: «در کشور ما به جای پرداختن به مسائل بزرگ، مسائل کوچک بزرگ می‌شود و چند فرد احمق و بی‌هویت به دنبال مخالفت با حجاب برمی‌آیند و یا در خیابان‌ها دست به اغتشاش می‌زنند.»[۶۷]

## واکنش‌های بین‌المللی
- سازمان عفو بین‌الملل روز چهارشنبه ۲۴ ژانویه ۲۰۱۸ بیانیه‌ای منتشر کرد که در آن خواستار آزادی فوری و بی‌قید و شرط زن جوانی شد که به خاطر انجام یک عمل اعتراضی مسالمت‌آمیز علیه حجاب اجباری دستگیرشده و به «دختر خیابان انقلاب» معروف می‌باشد.[۳۰][۶۸][۶۹]
- ایالات متحده آمریکا – هدر ناوئرت، سخنگوی وزارت امور خارجه ایالات متحده آمریکا در ۲ فوریه ۲۰۱۸ اعلام کرد ایالات متحده آمریکا دستگیری افرادی را که در برابر قانون اجباری حجاب اعتراض می‌کنند محکوم می‌کند و ایالات متحده از این افراد حمایت می‌کند.[۷۰][۷۱][۷۲][۷۳][۷۴][۷۵]
- دیدبان حقوق بشر – سارا لی ویتسن مدیر بخش خاورمیانه دیدبان حقوق بشر در ۲۴ فوریه ۲۰۱۸ از دولت ایران خواست تا اتهامات عنوان شده علیه معترضان را رد کند.[۷۶][۷۷]
- در ۲۸ فوریه ۲۰۱۸، ۴۵ تن از اعضای پارلمان اروپا از فدریکا موگرینی نماینده عالی اتحادیه اروپا در سیاست خارجی خواستار حمایت از زنان ایرانی معترض به حجاب اجباری شدند.[۷۸][۷۹]

## واکنش سید علی خامنه‌ای
سید علی خامنه‌ای در سخنانی، آزادیخواهان و زنان کشف حجاب کرده را «فریب‌خورده» و نتیجه‌ی تلاش‌های خارجی برای دامن زدن به مساله حجاب اجباری در ایران را حقیر خواند.

## مطالعهٔ جامعه‌شناختی
محمدرضا فروزنده و سید امیر منصوری در مطالعه‌ای راجع به مکان‌مندی صورت‌بندی اجتماعی در فضای شهری به دختران خیابان انقلاب اشاره می‌کنند و می‌نویسند:
اگر به موقعیت «بلندی» هایی که این افراد برای اعتراض خود برمی‌گزیدند، دقت کنیم می‌بینیم که از چهارنفری که به بلندی رفتند، نفر اول جلوی قنادی فرانسه، نبش خیابان ابوریحان، نفر دوم جلوی پژوهشکدهٔ فرهنگ و هنر نبش خیابان برادران مظفر، نفر سوم چهارراه ولی‌عصر و در نهایت، نفر چهارم در حوالی میدان فردوسی به بلندی رفتند؛ یعنی محور میدان انقلاب تا چهارراه ولی‌عصر را به دو نیمه تقسیم کنیم، همهٔ آنها در جبههٔ شرقی این محور به بلندی رفته‌اند.